# Fišiarsky potok
Fišiarsky potok je krátký potok v horním Liptově, v jižní části okresu Liptovský Mikuláš. Je to pravostranný přítok Boce, měří 1,4 km a je tokem IV. řádu.

## Pramen
Teče v Nízkých Tatrách, pramení v západní části podcelku Kráľovohoľské Tatry na západním svahu Špíglového (1280,7 m n. m.) v nadmořské výšce přibližně 1080 m n. m., východně od obce Nižná Boca.

## Popis toku
Nejprve teče severozápadním směrem a zprava přibírá krátký přítok z jižního svahu Oleškové (1166,6 m n. m.). Následně pokračuje východním směrem a severně od obce Nižná Boca se v nadmořské výšce cca 768 m n. m. vlévá do Boce.